# Archidiecezja Oklahoma City

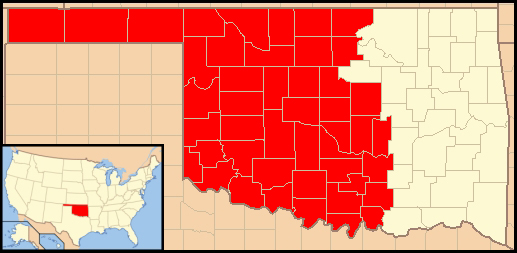
Mapa archidiecezji Oklahoma City

Archidiecezja Oklahoma City (łac. Archidioecesis Oklahomensis, ang. Archdiocese of Oklahoma City) – rzymskokatolicka archidiecezja metropolitalna ze stolicą w Oklahoma City, w stanie Oklahoma, Stany Zjednoczone.
Katedrą metropolitarną jest katedra Matki Bożej Nieustającej Pomocy w Oklahoma City.
Archidiecezja jest w regionie X (AR, OK, TX) i obejmuje terytorialnie hrabstwa Oklahoma, Logan,  i Lincoln w zachodniej części stanu Oklahoma.

## Historia
Początki diecezji związane są z przybyciem francuskich benedyktynów, którzy przybyli na Terytorium Indiańskie w 1875 roku, w celu zaznaczenia obecności katolików.
Diecezja Oklahoma powstała 23 sierpnia 1905 roku, a pierwszym biskupem został belgijski biskup, Teofil Meerschaert. W 1930 roku zmieniono nazwę na diecezję Oklahoma City i Tulsa, ze względu na zmiany populacyjne w stanie Oklahoma.
Diecezja zyskała międzynarodową uwagę, kiedy w 1949 roku, stała się miejscem dla Narodowego Sanktuarium Praskiego Dzieciątka Jezus. 13 grudnia 1972 roku, papież Paweł VI podzielił diecezję na dwie części, tworząc Archidiecezją Oklahoma City, obejmującą katolików w zachodniej części Oklahoma, i diecezję Tulsa, we wschodniej części stanu.

## Sufraganie
Arcybiskup Oklahoma City jest również metropolitą Oklahoma City.
- Diecezja Little Rock,
- Diecezja Tulsa.

## Ordynariusze
- Isidore Robot, OSB (1876–1887)
- Ignatius Jean, OSB (1887–1890)
- Theophile Meerschaert (1891–1924)
- Francis Kelley (1924–1948)
- Eugene J. McGuinness (1948–1957)
- Victor Joseph Reed (1958–1971)
- John R. Quinn (1971–1977)
- Charles Salatka (1977–1992)
- Eusebius Beltran (1992–2010)
- Paul Coakley (2010-)

## Sanktuaria
- Sanktuarium Praskiego Dzieciątka Jezus (ang.)

## Media
Oficjalnym periodykiem wydawanym przez archidiecezję jest Sooner Catholic.